# Steam (dienst)
Steam is een software-distributieplatform ontwikkeld door Valve Corporation, hoofdzakelijk bedoeld voor computerspellen. De eerste versie werd uitgebracht op 12 september 2003, met als oorspronkelijk doel het verspreiden van updates voor Counter-Strike te vereenvoudigen. In 2018 had Steam 90 miljoen maandelijks actieve gebruikers en in januari 2019 verscheen het 30.000e spel op het platform.

## Functionaliteit

### Distributie
Met de komst van snelle internetverbindingen in veel huishoudens en het betrouwbaarder worden van betalingen via het internet is het mogelijk geworden om games tegen betaling te downloaden en deze vervolgens te kunnen spelen. Men betaalt dus niet langer voor de cd of dvd met daarop de software, maar voor het recht om het spel te spelen. Wanneer men via Steam een product heeft aangeschaft, behoudt de Steam-abonnee te allen tijde het recht om het product te downloaden en te spelen, ook wanneer het product al eens van de computer is verwijderd. Tevens is deze methode computer-onafhankelijk, wat inhoudt dat bovenstaande geldt ongeacht welk platform men gebruikt. Steam is sinds 12 mei 2010 ook beschikbaar voor Apple Macintosh.

### Verificatie
De meeste spellen die gebruikmaken van Steam zijn ook (nog) gewoon op cd of dvd in de winkel aan te schaffen. Deze dienen echter via Steam geactiveerd te worden middels de bijgeleverde productcode. Wanneer een productcode door een Steam-abonnee is geactiveerd kan deze code niet meer door anderen geactiveerd worden. Het Steam-systeem ontmoedigt hiermee het maken van illegale kopieën. Tevens wordt iedere keer dat een spel wordt gestart contact gemaakt met het Steam-systeem om te controleren of de desbetreffende Steam-abonnee rechtmatig van dit product gebruikmaakt. Dit tevens om het illegaal kopiëren zo veel mogelijk tegen te gaan. Overigens is het systeem niet waterdicht, van spellen als Half-Life 2, Portal, Portal 2 en andere spellen zijn bijvoorbeeld gekraakte versies in omloop die het Steam-systeem omzeilen en derhalve zonder problemen ongelimiteerd gekopieerd en gespeeld kunnen worden.

## Ondersteunde platforms

### Microsoft Windows
De oorspronkelijke versie van Steam werd uitgebracht voor Windows.

### macOS
Op 8 maart 2010 kondigde Valve de ontwikkeling van een Steam-versie voor macOS van Apple aan. In eerste instantie gaf Valve aan de versie half april beschikbaar te hebben; de uiteindelijke versie werd een maand later uitgebracht, op 12 mei 2010. Via Steam Play kunnen games die voor de pc waren gekocht ook op de Mac-versie gespeeld worden, en vice-versa. Dit werkte in eerste instantie niet voor alle games. Op 19 april 2011 bracht Valve Portal 2 uit, het eerste spel van Valve dat gelijktijdig op de pc en Mac werd uitgebracht.

### Linux
Als reactie op het gesloten ecosysteem van Windows 8 (Windows Store) wist Gabe Newell, de oprichter en directeur van Valve, te melden dat dit een ramp betekende voor iedereen in de pc-markt. Als gevolg hiervan begon Valve met de ontwikkeling van Steam for Linux. Hiervoor werkte Valve onder meer samen met Intel om de opensourcestuurprogramma's voor GPU's op Linux te verbeteren.
De eerste bètaversie van Steam for Linux verscheen in oktober 2012. Sinds februari 2013 is Steam tevens beschikbaar in het Ubuntu Software Centre en wordt het ook verspreid door derden voor andere Linuxdistributies.
Op 25 februari 2022 bracht Valve de Steam Deck op de markt met een nieuwe versie van SteamOS, gebaseerd op Arch Linux, als besturingssysteem.

### Steam Mobile
In 2012 bracht Valve een versie van Steam uit voor Android en iOS. Met de app kunnen gebruikers chatten met Steam-vrienden en gebruik maken van andere functies van de Steam Community.

### Chrome OS
Begin 2020 sprak Android Police met Googles 'Director of Product Management' voor Chrome OS, Kan Liu tijdens CES en vernam dat Google eraan werkt om Steam beschikbaar te maken op Chromebooks. Het 'Borealis' project, zoals het developmentproject wordt genoemd, is de containerversie van Steam waar inmiddels al bijna twee jaar hard aan wordt gewerkt en naar verwachting begin 2022 zal worden gereleased.

### Tesla Model S/X Palladium
Sinds eind 2022 is Steam ook beschikbaar in het infotainment systeem van de Model S/X Palladium (+2022).

## SteamOS
Op 23 september 2013 kondigde Valve aan te werken aan een besturingssysteem gebouwd rond Steam. Het besturingssysteem is gebaseerd op Debian 8 en is ook volledig open source. Het zou naast het spelen van games ook de mogelijkheid bieden om mediacontent te streamen.
Met de lancering van de Steam Deck kwam er een nieuwe versie van SteamOS (SteamOS 3.0) uit, gebaseerd op Arch Linux.

## Steam Link
Steam Link is in 2015 beschikbaar gekomen zowel als softwaredienst, maar ook als een fysieke settopbox voor het draadloos streamen van computerspellen vanaf Steam naar een mobiel apparaat of beeldscherm. De fysieke Steam Link werd beëindigd in november 2018. Valve richtte zich vanaf dat moment uitsluitend op de softwareversie.